# Okna (ort)
Okna är en ort i Tjeckien. Den ligger i den centrala delen av landet, 50 km norr om huvudstaden Prag. Okna ligger 283 meter över havet och antalet invånare är 282.
Terrängen runt Okna är huvudsakligen platt. Okna ligger nere i en dal.Runt Okna är det ganska tätbefolkat, med 52 invånare per kvadratkilometer. Närmaste större samhälle är Česká Lípa, 19,9 km nordväst om Okna. Trakten runt Okna består till största delen av jordbruksmark.